# Ladrillo y espejo
Ladrillo y espejo (en persa: خشت و آینه‎) es una película dramática iraní de género persa de 1964 dirigida por Ebrahim Golestan y protagonizada por Zakaria Hashemi, Akbar Meshkin, Pari Saberi, Jamshid Mashayekhi, Mohammad-Ali Keshahrz y Manouchehrz Farid. En julio de 2018, fue seleccionada para ser proyectada en la sección Clásicos de Venecia en el 75.° Festival Internacional de Cine de Venecia.

## Sinopsis
Hashem (Zakaria Hashemi) es un taxista que encuentra a un bebé en el asiento trasero de su taxi una noche después de llevar a una jovencita. Él y su novia, Taji (Taji Ahmadi), intentan lidiar con este niño no deseado. Hashem insiste en deshacerse del niño, y Taji en quedarse con él.

## Reparto
- Taji Ahmadi como Taji;
- Zackaria Hashemi como Hashem;
- Goli Bozorgmehr;
- Masoud Faghih;
- Parviz Fanizadeh;
- Manuchehr Farid;
- Ghaffar Hosseinpoor;
- Mohamad Ali Keshavarz;
- Jamshid Mashayekhi;
- Mehri Mehrnia;
- Akbar Meshkin;
- Jalal Moghadam;
- Pari Saberi;
- Forugh Farrojzad como la mujer en el taxi (sin acreditar);
- Ebrahim Golestan como la voz en la radio (sin acreditar).